# حق الملوك الإلهي

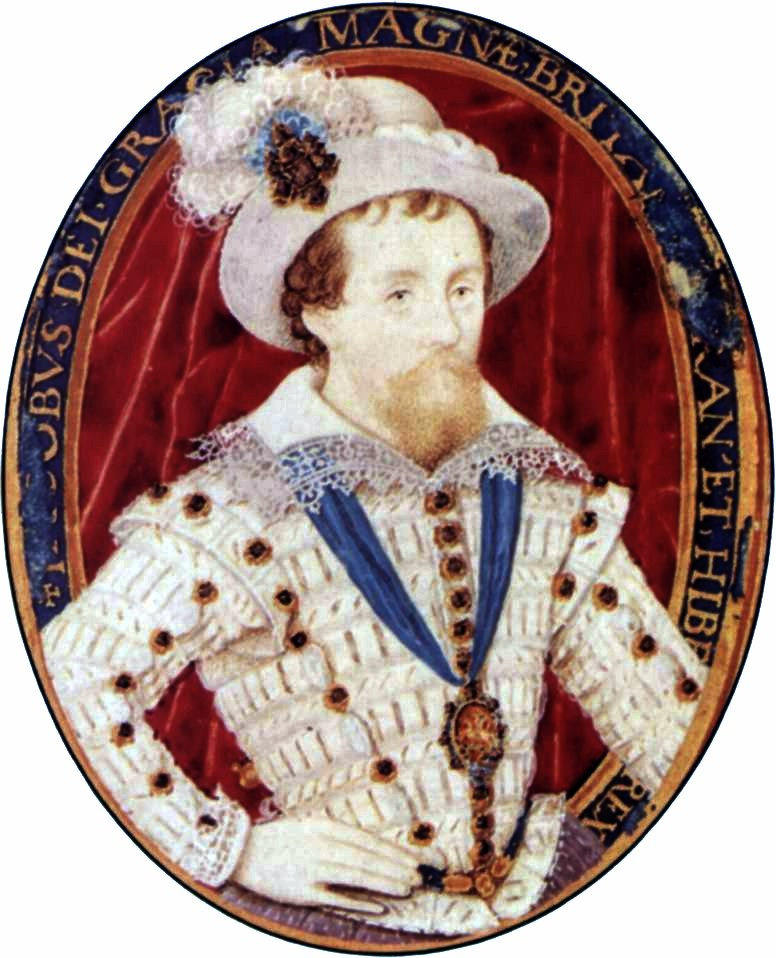
جيمس الأول ملك إنجلترا

حق الملوك الإلهي هو مفهوم ديني سياسي يستمد من خلاله الملوك الذين يحكمون بسلطة مطلقة شرعيتهم من الدين ويعتبرون أي نوع من العصيان والخروج عليهم ذنبا بحق الله  وجد في أوروبا القرون الوسطى وفي الإسلام كذلك ولا يزال حاضرا في عديد من الدول الإسلامية
أشتهر المفهوم في أوروبا وكان قائما على أن الملك يستمد شرعيته من الله مباشرة ولا يحق لأي قوة أرضية أن تنازعه في حقه الإلهي من السماء ولايحق للمحكومين محاكمة الملك ومقاضاته فهذا من شؤون الله حسب المفهوم. تم التخلي عن المفهوم عقب الثورة المجيدة في بريطانيا (1688–1689) ونجاح الثورة الفرنسية والأمريكية قلل من جاذبية المفهوم إلى أن تم التخلي عنه تماما في أوروبا والأمريكيتين في القرن العشرين.

## الأصل
كان يُنظر إلى الملوك في العالم الوثني على أنّهم إمّا يحكمون بدعمٍ من القوى السماويةّ أو ربّما يكونون كائنات إلهيّة بحدّ ذاتهم. ومع ذلك، فإنّ المفهوم المسيحيّ للحقّ الإلهيّ للملوك يعود إلى القّصة التي وجدت في سفر صموئيل الأول (هو تاسع أسفار التناخ الكتاب المقدس في الديانة اليهودية والعهد القديم في المسيحية) والذي كتب في القرن العاشر قبل الميلاد، حيث عيّن الرسول صموئيل شاول وبعدها داوود كـ «ماسياس» (بمعنى ملك) على إسرائيل. وهو ما أدّى إلى تحويل الملك إلى حَرَم، فعلى سبيل المثال رفض داوود أن يرفع يده بوجه شاول عنما حاول الأخير قتله وذلك لأنّه كان «المسيح الربّ».
يُعتبر الراهب أدومان الأيوني من أوائل المسيحيّين المؤيّدين لمفهوم الحقّ الإلهي للملوك في الحكم. وكتب حول اغتيال الملك الإيرلندي ديارميت ماك سيرابيل Diarmait mac Cerbaill مدّعياً أنّ العقوبة الإلهية وقعت على قاتل الملك لانتهاكه حرمته. كما نقل أدومان قصّة عن القدّيس كولومبا Saint Columba حيث ادّعى فيها زيارة أحد الملائكة للقدّيس حاملاً معه كتاباً زجاجيّاً وطلب منه أن يُنَصّب أيدان ماك جابرين Aedan mac Gabrain ملكاً على مملكة دال ريتا Dal Riata، رفض القدّيس كولومبا الطلب في البداية، فردّ المَلَك على رفضه بالجلد، وطالبه مجدّداً بتنصيب أيدان ملكاً لأنّه أمر إلهيّ. زار نفس المَلَك القدّيس كولومبا في ثلاث ليالٍ متتالية مكرّراً الأمر ذاته، فما كان من كولومبا إلّأ أن وافق أخيراً على عمليّة التنصيب، وأتى بإيدان لينصّبه ملكاً، وخلال عمليّة التنصيب أخبر كولومبا إيدان بأنّ أحداً من أعدائه لن يستطيع أن ينتصر عليه طالما أنّه يتّبع القوانين الإلهيّة، ولكنّ الحماية الإلهيّة هذه ستنتهي لحظة تجاوزه لأيّ من هذه القوانين، وسيُضرب بنفس السوط الذي ضُربَ فيه القدّيس لرفضة إطاعة أوامر الإله. على الأرجح فقد أثّرت كتابات أدومان على الكتّاب الآيرلندييّن الآخرين، الذين أثّروا بدورهم على الأفكار الأوروبّية بشكلٍ عام أيضاً. ويُرجّح أن يكون تنصيب بيبان القصير كملك للفرنجة قد حدث نتيجة لنفس هذا التأثير. أثّر الأباطرة الرومان المقدّسين وسلالة الكارولنجية الحاكمة على جميع الأفكار الغربية اللاحقة التي تُعنى بموضوع الملكية.
انتشرت الفكرة القائلة بأنّ الله قد أعطى السلطة الأرضيّة إلى الملك كما أعطى السلطة الرّوحية إلى الكنيسة وخاصّة البابا، في العصور الوسطى بشكلٍ كبير، وذلك خلال فترة طويلة، قبل أن يطلق الكتّاب لقب «الحقّ الإلهي للملوك» ويوظّفونها كمصطلح في العلوم السياسيّة. فعلى سبيل المثال، أعلن ريتشارد الأول ملك أنكلترا في محاكمته خلال المجلس التشريعي في مدينة شتاير الألمانية عام 1193: «لقد وُلدت في منزلة لا يتفوّق عليها أحد سوى الله، وأمامه فقط أكون مسؤولاً عن أفعالي». وكان الملك ريتشارد الأول أوّل من استخدم شعار "Dieu et mon droit" بمعنى «الرب وحقّي» وهو الشعار الذي لايزال شعارَ ملك المملكة المتّحدة حتّى الآن.
برّرت نظريّةُ الحقّ الإلهيّ –خلال فترة ظهور الدّول القومية والإصلاح البروتستاني في أواخر القرن السادس عشر- سلطةَ الملك المطلقة على كلّ الأمور السياسيّة والروحية. فأعلن ملك انكلترا هنري الثامن نفسه ملكاً على كنيسة إنكلترا، ووسّع الصلاحيّات الممنوحة للملك بشكل كبير مقارنةً مع تلك التي حظي بها أسلافه، تمّ تطوير " الحقّ الإلهي للملوك "كنظريّة سياسيّة" من قبل ملك اسكتلندا جيمس السادس (1567–1625)، والذي أصبح ملك إنكلترا الأوّل (1603–1625)، وقام ملك فرنسا لويس الرابع عشر (1643–1715) بالترويج لهذه النظرية بشكل كبير.

## لمحة تاريخية
يرجع أصل مفهوم أو نظرية حق الملوك الإلهى لأوروبا في العصور الوسطى، حيث كان يُشاع أن الرب يمنح سلطه مؤقتا للحاكم السياسي وهي نفس الفكرة التي يستعملها الكرسي الرسولي يعد جيمس الأول ملك إنجلترا وإبنه تشارلز الأول أشهر من أستمدوا شرعيتهم من خلال هذا المفهوم  ولم يتم التخلص من هذا المعتقد حتى بعد مقتل تشارلز الأول، إذ تم اعتباره شهيدا حسب ما جاء في كتاب كتاب الصلاة المشتركة الأنجيلي المذهب 

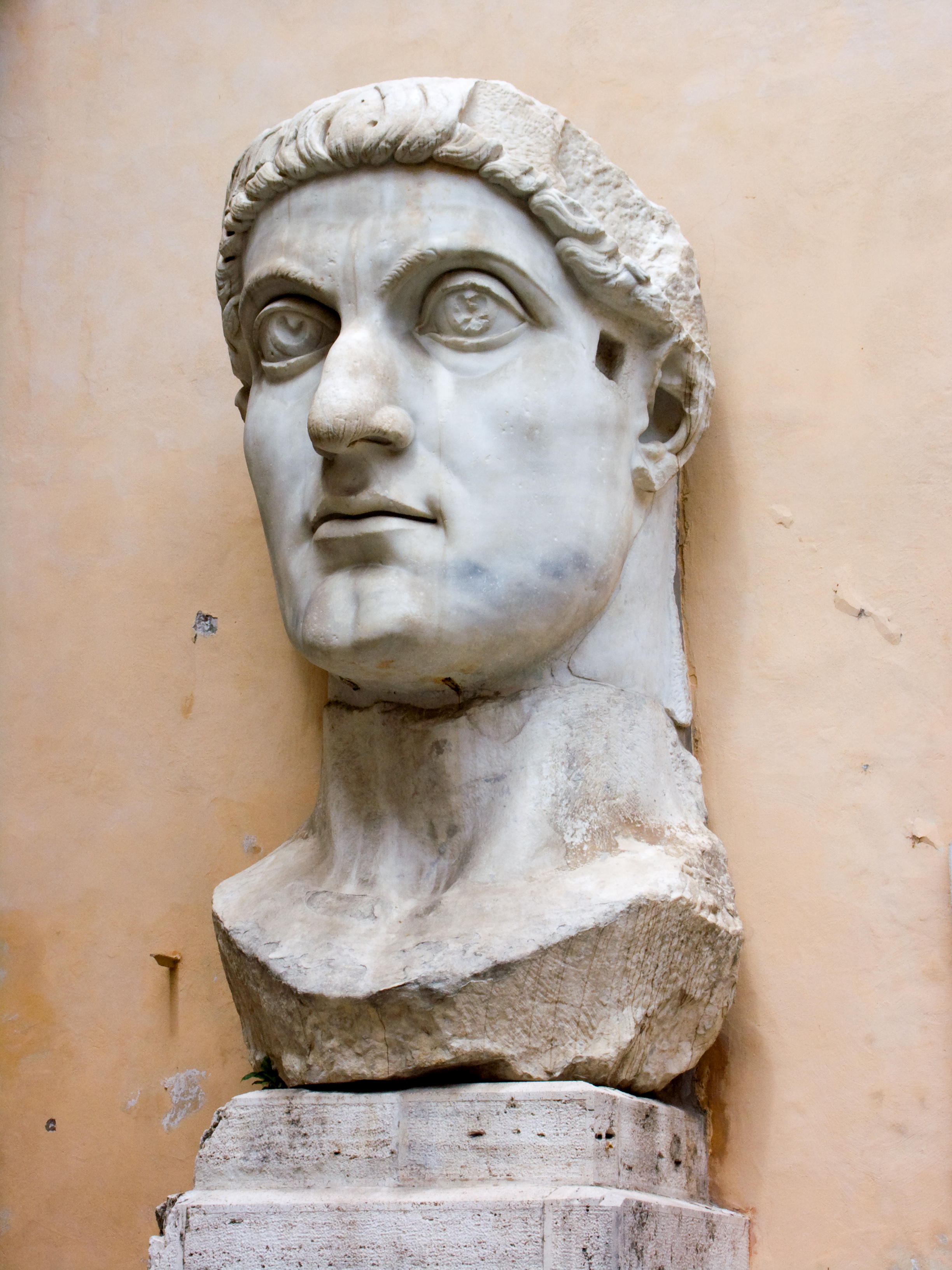
قسطنطين الأول أول من أعتبر الملوك ممثلين الله على الأرض من الملوك المسيحيين

و كان روبيرت فيلمر أحد أشهر المدافعين عن هذا المفهوم وكتب ان الدولة عبارة عن اسرة وان الملك هو الأب، كما أكد عن طريق الشرح التوراتي بقوله أن آدم أُنزل كأول ملك على الأرض واضاف ان تشارلز الأول ملك إنجلترا يحكم إنجلترا كوريث شرعي لآدم 
انتقده الفيلسوف جون لوك سنة 1689 في كتابه المعادي لاستبدادية بالحكم "المعالجة الأولى عن الحكومة المدنية الأراء الداعمة للحكم باسم الله أو الرب ونقضها 

## النصوص الدينية التي تم إستعمالها لتبرير المفهوم
اعتبرت الكنيسة جريا على مفاهيم قسطنطين أن الملك هو ممثل الله الأرضي وعلى هذا الأساس ليس موضعا لنقد ومعارضة من أي قوة أخرى. إلا أنها أعتبرت الملك أقل شأنا من القوانين الإلهية والتي يمثلها صاحب الكرسي الرسولي.

### في المسيحية
| حق الملوك الإلهي                  | لتخضع كل نفس للسلاطين الفائقة.لانه ليس سلطان الا من الله والسلاطين الكائنة هي مرتبة من الله. حتى ان من يقاوم السلطان يقاوم ترتيب الله والمقاومون سياخذون لانفسهم دينونة. فإن الحكام ليسوا خوفا للاعمال الصالحة بل للشريرة. أفتريد ان لا تخاف السلطان.إفعل الصلاح فيكون لك مدح منه. لأنه خادم الله للصلاح. ولكن إن فعلت الشر فخف لانه لا يحمل السيف عبثا إذ هو خادم الله منتقم للغضب من الذي يفعل الشر | حق الملوك الإلهي |
| — رسالة بولس الرسول إلى اهل رومية | |                  |

بدأ إستغلال هذا النص بعد اعتناق قسطنطين الأول للمسيحية وأعتبر الملوك صورة حكمة الله على الأرض  وأستعمل مارتن لوثر النص لتحريض السلطات على قمع حرب الفلاحين الألمانية 

### في الإسلام
| حق الملوك الإلهي     | الأصل الثالث: إن من تمام الاجتماع السمع والطاعة لمن تأمر علينا ولو كان عبداً حبشياً فبين النبي البيان شرعاً وقدراً | حق الملوك الإلهي |
| — محمد بن عبد الوهاب | |                  |

الحاكمية في الإسلام أقل وضوحا من نظيرتها المسيحية فدول الخلفاء لم تعتبر الخليفة ممثلا لله بقدر ماهو خليفة للنبي محمد  وشهد التاريخ الإسلامي ثورات عديدة ضد الخلفاء لأسباب دينية مثل ثورة القرامطة والحشاشين والخوارج واجتماعية مثل ثورة الزنج وسياسية مثل ثورة عبد الله بن الزبير وعبد الرحمن بن الأشعث والحسين بن علي وأستعملت النصوص الدينية لقمع هذه الثورات وغيرها ولا يزال عدد من المدارس الفكرية يرى الخروج على الحاكم كفرا ومباعدة  ويشرطون عدم الخروج على الحاكم بعدم ظهور  كفر بواح  منه